# Silberbronze (Lack)
Silberbronze ist eine traditionelle Bezeichnung für einen Lack mit einem Metallpigment (Phlegmatisierte Aluminium-Flitter oder -Puder), der für dekorative und/oder korrosionsschützende Anstriche verwendet wird. Infolge des Metallpigments besitzen solche Lacke sehr hohe Deckkraft, so dass sehr niedrige Schichtdicken für eine deckende Lackierung ausreichen. In der Denkmalrestauration wird dafür auch Muschelsilber verwendet.
Für den Einsatz bei höheren Temperaturen, z. B. auf Öfen, Heizungsanlagen und -rohren, Auspuffen und Motorenteilen wird als Bindemittel Silikonharz verwendet. Derartige Produkte müssen nach Trocknung zunächst eingebrannt werden, um ihre optimalen Eigenschaften zu erhalten. Das Silikonharz hält dann Dauertemperaturen von ca. 200 °C stand, ohne sich zu zersetzen. Bei höheren Temperaturen wird es oxidativ abgebaut; zurück bleibt eine Siliciumdioxid-Matrix, in der das Aluminiumpigment eingebettet bleibt. Effektiv vertragen solche Anstriche daher Temperaturen weit oberhalb der Zersetzungstemperatur des Silikonharzes, ggf. bis 650 °C.